# Герб Винницкой области
Герб Винницкой области (укр. Герб Вінницької області) — официальная эмблема Винницкой области Украины, в которой отображаются её история, особенности и традиции. Вместе с флагом составляет официальную символику органов городского самоуправления и исполнительной власти Винницкой области. Утверждён решением 10 сессий областного совета 22 созыва 18 июля 1997 года. Авторы — Г. Мельник, Ю. Легун, Ю. Савчук.

## Описание
Герб представляет собой четырёхчастный щит, в первой и четвёртой четвертях которого — золотое солнце в лазоревом поле, во второй и третьей — серебряный лапчатый крест в червонном поле, прикрытый лазоревым щитком с серебряным месяцем, обращённым рогами влево.

## Символика

Исторический герб Подолья

Золотое солнце — старинная эмблема Подолья, известная с начала XV века. Символизует добродетель, расцвет, щедрость и богатство края, принадлежность региона к историческому Подолью, из которого особенно выделяется Брацлавщина, восточная часть Подолья;
Серебряный крест, в центре которого лазоревый щиток с серебряным полумесяцем — исторический герб Брацлавщины, символ её утверждения как самостоятельной исторической области, свидетельствующий о непрерывности властной региональной традиции, последователем которой является Винницкая область. Напоминает о важной исторической роли Брацлавщины и Волыни в составе Великого княжества Литовского;
Обе эмблемы вместе символизируют географическое, историческое, культурное и духовное единство земель Подолья и Брацлавщины, составляющих основу территории области. Отображают особенность исторического становления Подольской земли — (Брацлавское воеводство, Брацлавское наместничество, земля) — Подольская губерния — Винницкая область.